# جوليان داش
جوليان داش (بالإنجليزية: Julian Dash)‏ هو عازف جاز أمريكي، ولد في 9 أبريل 1916 في تشارلستون في الولايات المتحدة، وتوفي في 25 فبراير 1974.

## وصلات خارجية
- جوليان داش على موقع IMDb (الإنجليزية)
- جوليان داش على موقع ميوزك برينز (الإنجليزية)
- جوليان داش على موقع أول ميوزيك (الإنجليزية)
- جوليان داش على موقع ديسكوغز (الإنجليزية)